# Núi Damavand

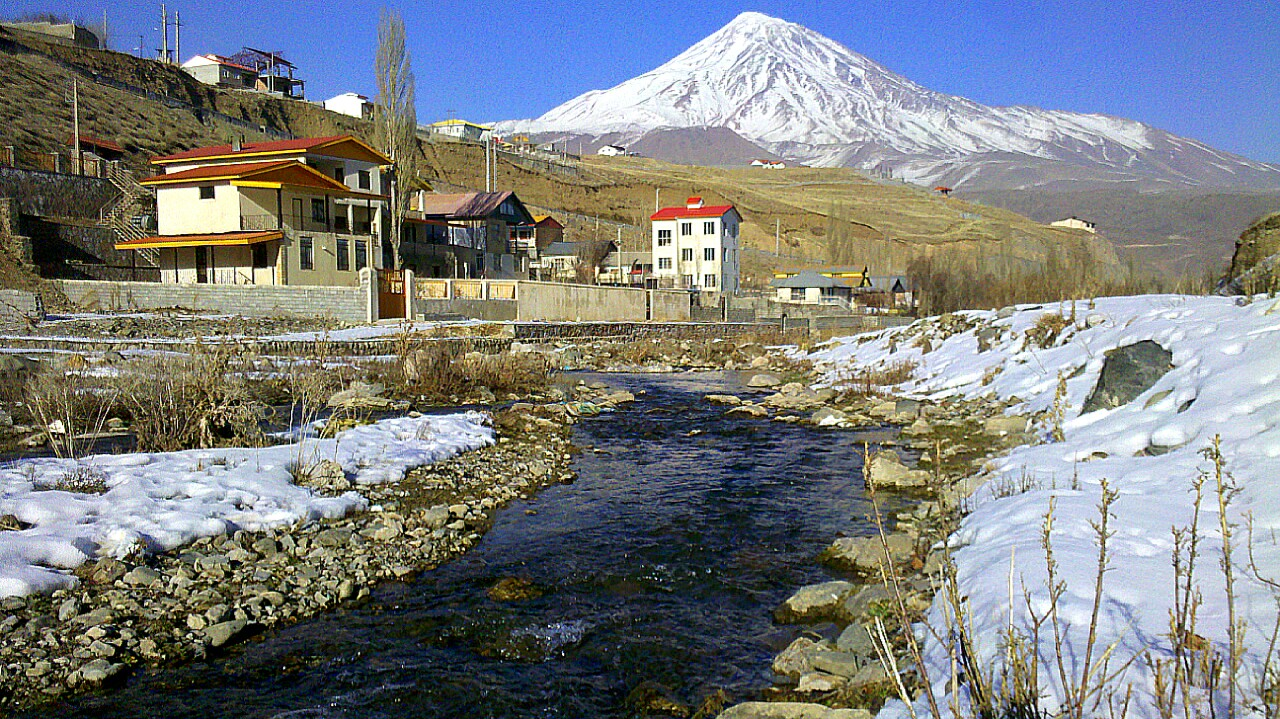
Damavand từ Làng Manzarie

Núi Damavand hay Damāvand (tiếng Ba Tư: دماوند [dæmɒːvænd] ⓘ) là một ngọn núi lửa đang hoạt động, là một núi lửa dạng tầng (stratovolcano), và là đỉnh núi cao nhất ở Iran và Trung Đông, và là núi lửa cao nhất ở châu Á .
Damāvand có một vị trí đặc biệt trong thần thoại và văn hoá dân gian Ba Tư. Nó nằm ở giữa dãy Alborz, gần Varārū, Sesang, Gol-e Zard, và Mīānrūd. Nó nằm gần bờ biển phía nam của biển Caspi, thuộc quận Amol, tỉnh Mazandaran, cách thành phố Tehran 66 km về phía đông bắc .